# Hoplias misionera
Hoplias misionera es una especie de pez caraciforme de agua dulce del género Hoplias, cuyos integrantes son denominados comúnmente tarariras. Habita en ríos subtropicales en el centro-este de América del Sur. 

## Taxonomía
Hoplias misionera fue descrita originalmente en el año 2016 por los ictiólogos Juan José Rosso, Ezequiel Mabragaña, Mariano González-Castro, Matías S. Delpiani, Esteban Avigliano, Nahuel Schenone y Juan Martín Díaz de Astarloa.
Etimología
Etimológicamente el término genérico Hoplias deriva del idioma griego donde hoplon es 'arma', en relación con sus poderosas denticiones. El epíteto específico misionera es un topónimo que refiere al gentilicio de la provincia de Misiones, ubicada en el nordeste de la Argentina, en la parte septentrional de la región mesopotámica de ese país, dado que de dicha provincia proviene el ejemplar tipo.
Localidad tipo
La localidad tipo es el arroyo Acaraguá (cuenca del río Uruguay), en proximidades de Villa Bonita (departamento Oberá), provincia de Misiones, Argentina.

## Distribución y hábitat
Esta especie se distribuye en el centro-este de América del Sur. Habita en ambientes subtropicales tanto en la cuenca del río Uruguay como en la del río Paraná, ambas forman parte de la cuenca del Plata.

## Características
Hoplias misionera pertenece al “grupo de especies H. malabaricus” porque, en vista ventral, los márgenes del dentario convergen hacia la sínfisis mandibular.
De Hoplias mbigua, es posible distinguirla por el patrón de coloración, por tener el hocico claramente más corto (20,4-24,7 contra 25,2-28,6%) y por presentar una distancia pre-nasal menor (12,5-16,2 contra 15,2-18,4%). Además, en Hoplias misionera el perfil dorsal de la cabeza es marcadamente lineal (marcadamente cóncavo en H. mbigua); la mandíbula inferior tiene bandas, puntos o manchas marrones (H. mbigua siempre muestra 5 distintivas bandas transversales marrones); el infraorbitario 5 no tienen poros en el canal laterosensorial (en H. mbigua tiene un poro); finalmente, la última serie vertical de escamas sobre el pedúnculo caudal dibujan una marcada curva (forman una línea relativamente recta en H. mbigua).